# سياحة جنسية

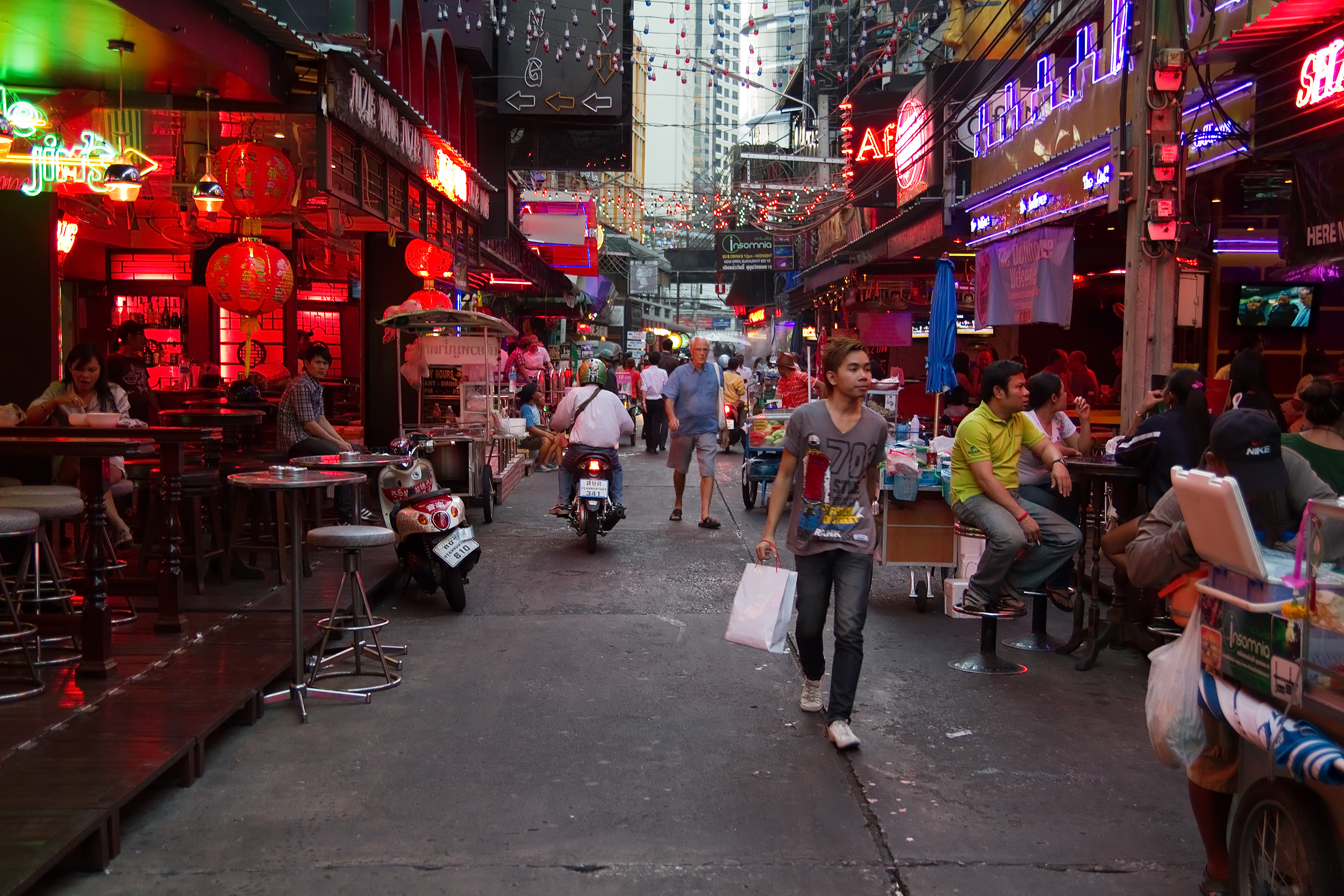
حي صوا كاوبوي، بتايلاند حيث الضوء الأحمر الذي يشير إلى علب الدعارة واستقطاب السياحة الجنسية.

السياحة الجنسية هي السفر للانخراط في أنشطة جنسية، وبالتحديد مع عاملات في مجال الجنس. منظمة السياحة العالمية، وهي منظمة متخصصة تابعة للأمم المتحدة، تعرف السياحة الجنسية بأنها تلك «الرحلات المنظمة من داخل قطاع السياحة، أو من خارج هذا القطاع، باستخدام هياكل وشبكات، بقصد علاقة جنسية تجارية من قبل السائح مع الساكنة المحلية في وجهة سياحية ما».
بعض الناس يعتبرون النشاط الجنسي أثناء السفر كوسيلة لإثراء تجربة السفر الخاصة بهم. ومع ذلك، فقد يؤدي ذلك إلى مشاكل اجتماعية كبيرة للبلدان المستقبلة، مع اكتساب سمعة كوجهة سياحية عندما تصبح جذابة للسياحة الجنس. عوامل جذب السياحة الجنسية تتجلى في انخفاض تكاليف الخدمات الجنسية في بلد المقصد، جنبا إلى جنب مع سهولة الحصول على الخدمات الجنسية، التي تحتفي في غطاء خدمات أخرى، بسبب ازدهار ممارسة الدعارة لأسباب غالبا ما تكون اقتصادية وأخلاقية، أو بسبب قانونية الدعارة، أو تراخي تطبيق القانون، ولكن خطورة هذه الأخيرة تتجلى في الوصول إلى تجارة استغلال الأطفال والقاصرين.
ويمكن تقسيم السياحة الجنسية إلى ثلاثة أقسام، تختلف درجة منعها ومحاربتها حسب الدولة والثقافة السائدة، والقوانين المعمول بها في تلك الدولة:
- السياحة الجنسية في إستغلال القاصرين «البيدوفيليا»: تنتشر في العديد من دول العالم الثالث التي تعاني مجتمعاتها من فقر مضقع وفساد أمني واجتماعي، وعدم ضبط القوانين في المجال والشأن المحلي، وغالبا تتركز في دول العالم الثالث بين الدول التي تعرف استهتارا بكرامة وحقوق الطفل وحقوق الإنسان بشكل عام.

- السياحة الجنسية التقليدية: وهي سياحة قديمة قدم مهنة الدعارة وترتبط بالبحث عن المتعة الجنسية سواء طوعية أو استغلال الفاقة والأوضاع الاجتماعية. وقد ارتبطت الدعارة الراقية مع هذا النوع من السياجة الجنسية. وتمتد أحياناً لتشمل أشخاص من أنواع اجتماعية مختلفة..

هناك بعض البلدان الأروبية التي تقنن الدعارة كمهنة بمراقبة قانونية. وهناك العديد من جمعيات الدفاع عن حقوق الإنسان مثل جمعية «المساواة الآن» ومقرها نيويورك، تذكر أن تعريف الدعارة يعنى ضمنياً ممارسة الجنس إجباراً وقسراً، مهما كان مصدر هذا الإكراه أو القسر، لأن الأوضاع الاقتصادية المتردية تجبر كثيرا من المومسات على احتراف هذه المهنة.
- سياحة جنسية مثلية: تنتشر في بعض المدن والأماكن الخاصة والمعروفة، محظورة بقوة القانون في معظم الدول العربية والإسلامية ويعاقب عليها القانون بأحكام مختلفة تتباين بين الجنحة والجناية التي قد تصل إلى الإعدام. ولا يعاقب عليها القانون بشكل منفصل عن الدعارة في معظم الدول الأروبية والغربية.